# Kazimiera Iłłakowiczówna

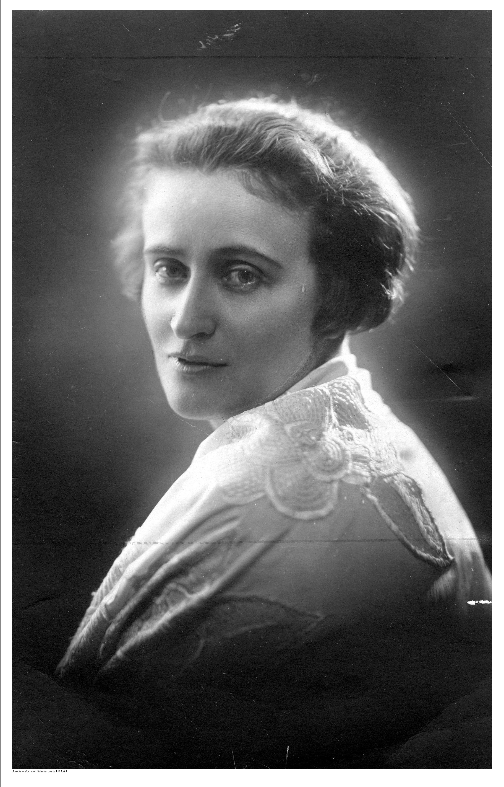
Kazimiera Iłłakowiczówna

Kazimiera Iłłakowiczówna (* 6. August 1892 in Vilnius, Russisches Kaiserreich; † 16. Februar 1983 in Posen) war eine polnische Lyrikerin und Übersetzerin.

## Leben
Iłłakowiczówna wurde in Wilna als uneheliche Tochter des Anwaltes Klemens Zan (1852–1889) und damit Enkeltochter des polnischen Dichters Tomasz Zan (1796–1855) geboren. Nach dem frühen Tod der Eltern wuchs sie als Pflegetochter der Zofia Buyno, geb. Gräfin Plater-Syberg (1847–1909) unter Vormundschaft auf. Sie besuchte Schulen in Witebsk, Warschau, Genf und Oxford und legte 1910 in Sankt Petersburg die Matura ab. Danach studierte sie bis 1914 an der Jagiellonen-Universität im österreich-ungarischen Krakau polnische und englische Philologie. Während des Ersten Weltkrieges arbeitete sie als Sanitäterin auf Seiten Österreichs an der Ostfront.
Als Polen 1918 die Unabhängigkeit erlangte, ging Iłłakowiczówna nach Warschau und arbeitete dort im Außenministerium. 1926 wurde sie persönliche Sekretärin des polnischen Staatschefs Marschall Józef Piłsudski. In der Zeit des Zweiten Weltkrieges lebte sie untergetaucht in Rumänien und dann im ungarischen Siebenbürgen. 1947 kehrte sie nach Polen zurück, wo sie im kommunistischen Polen sieben Jahre nicht publizieren durfte. Sie bewohnte, zuletzt erblindet, bis zu ihrem Tod eine kleine Wohnung in Posen, die heute als Museum dient.
Die ersten Gedichte veröffentlichte Iłłakowiczówna als Fünfzehnjährige in der Zeitschrift Tygodnika Ilustrowana. Es folgte eine lange Reihe von Gedichtbänden. 1935 wurde Illakowiczówna mit dem Staatspreis für Literatur ausgezeichnet. Daneben trat sie auch als Übersetzerin hervor. Sie übersetzte u. a. Schillers Don Karlos (1932), Goethes Egmont, Tolstois Anna Karenina, aber auch zeitgenössische Werke wie Bölls Das Brot der frühen Jahre, Dürrenmatts Das Versprechen und Doderers Ein Mord, den jeder begeht.

## Werke
- Jablonie, Gedicht, 1907
- Ikarowe loty, Gedicht, 1912
- Trzy struny, 1917
- Koledy polskiej biedy. W Wigilie powrotu, 1917
- Smierc Feniksa, 1922
- Rymy dzieciece, 1922
- Polów, 1926
- Gdzieskolwiek jest - jeslis jest - lituj mej zalosci!, 1921
- Obrazy imion wrózebne, 1926
- Opowiesc o moskiewskim meczenstwie. Zloty wianek, 1927
- Placzacy ptak, 1927
- Czarodziejskie zwierciadelka. 50 wrózb wierszem, 1928
- Popiól i perly, 1930
- Ballady bohaterskie, 1934
- Wesole wierszyki, 1934
- Slowik litewski. Poezja, 1936
- Wiersze o Marszalku Piłsudskim. 1912-1935, 1936
- Sciezka obok drogi, 1939
- Wiersze religijne. 1912-1954, 1955
- Z rozbitego fotoplastykonu, Erinnerungen, 1957
- Wiersze dzieciece, 1959
- Zwierzaki i ziola, 1960
- Ta jedna nic, 1967
- Trazymenski zajac, Erinnerungen, 1968
- Rzeczy sceniczne, 1969